# Joodse begraafplaats (Haarlem, Amsterdamsevaart)
De Joodse begraafplaats aan de Amsterdamsevaart te Haarlem werd eind 19de eeuw aangelegd. De begraafplaats ligt aan nummer 278, en de vaart waaraan de begraafplaats was gelegen werd in de jaren 70 van de 20ste eeuw volledig gedempt. Volgens een inventarisatie uit 2012 zijn er circa 550 mensen begraven op een gebied van 0,5 hectare. De begraafplaats betreft een gemeentelijk monument.
Op de begraafplaats is een metaarhuis aanwezig, dat gebruikt wordt voor het ritueel reinigen van de doden. Het oorspronkelijke gebouw werd in 1922 vervangen door een groter gebouw. Er is ook een beheerderswoning met een ruimte voor bijeenkomsten, gebouwd rond 1935. De begraafplaats is toegankelijk via een poort in een smeedijzeren hekwerk, dat waarschijnlijk dateert uit de periode 1922-1923.
Op de zuilen van de poort staat een tekst uit Psalm 144:4, volgens de statenvertaling: De mens is der ijdelheid gelijk; zijn dagen zijn als een voorbijgaande schaduw.
- Rechts: דמה להבל אדם
- Links: עובר כצל ימיו

Aan de achterkant van het metaarhuis staat een tekst uit Prediker 12:7-8 in het Hebreeuws en in het Nederlands: Het stof keert terug tot de aarde gelijk het was, maar de geest keert terug tot GOD die hem geschonken heeft.

## Geschiedenis

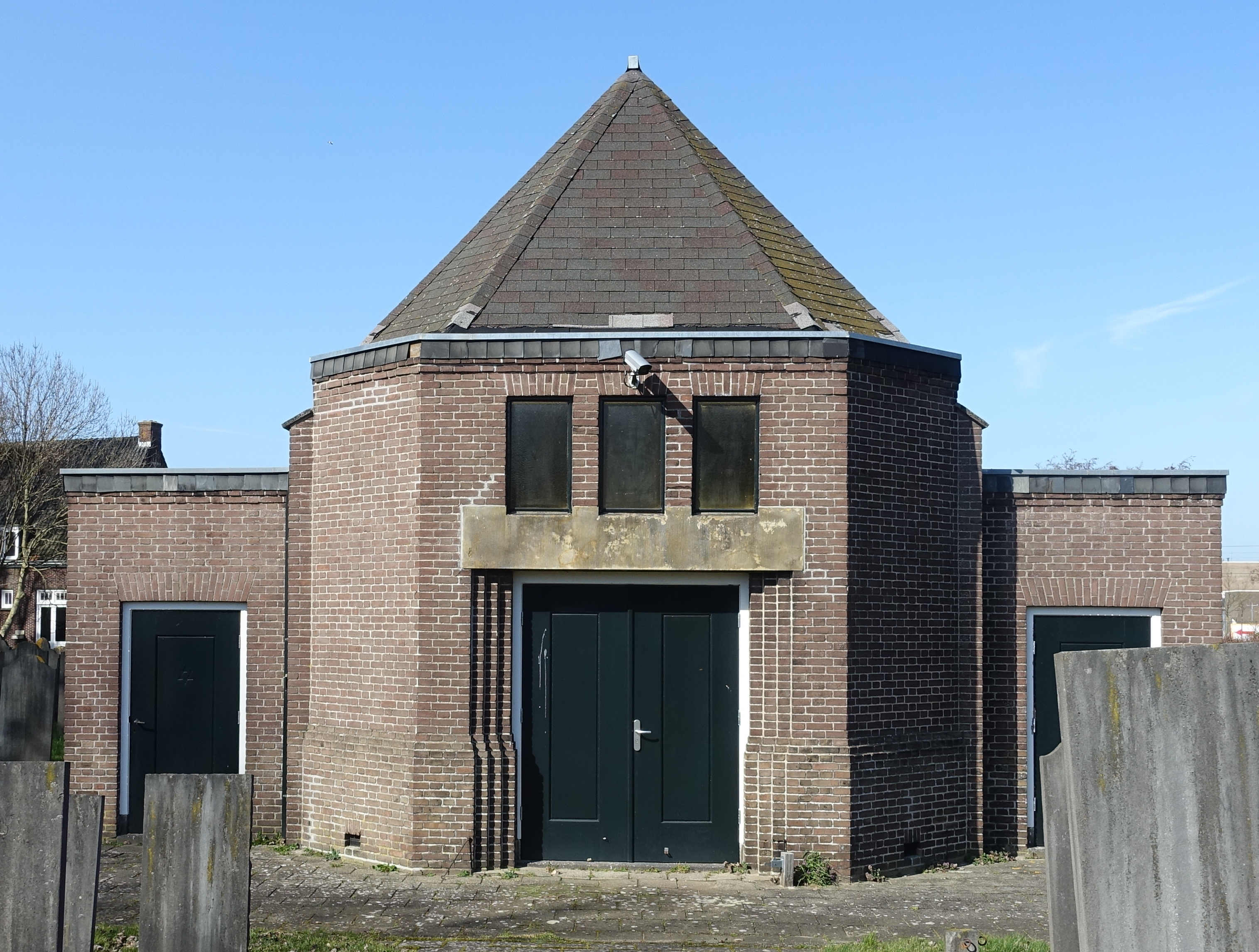
Metahaarhuis uit 1922

De begraafplaats werd opgericht in de periode 1887-1889 op een in 1885 aangekocht stuk terrein. De Joodse gemeenschap in Haarlem bloeide in deze periode en had meer dan 700 leden. Eerder begroeven zij tot het einde van de 18de eeuw hun doden in Amsterdam. Vanaf 1770 werden door een groeiende gemeenschap Joodse inwoners van Haarlem begraven op de Joodse begraafplaats op het Prinsen Bolwerk vlak bij de Kennemerpoort. Deze begraafplaats was in gebruik tot 1833 en was net achter bebouwing aan het Kennemerplein gelegen. Toen deze begraafplaats in 1960 werd geruimd, werden de stoffelijke overschotten van 121 personen herbegraven op de Joodse begraafplaats aan de Amsterdamsevaart. Daarbij werden ook nog in goede staat verkerende grafstenen herplaatst. Tussen 1832 en 1915 werden Joodse overledenen begraven op het Joodse deel van de Haarlemse Begraafplaats Kleverlaan.

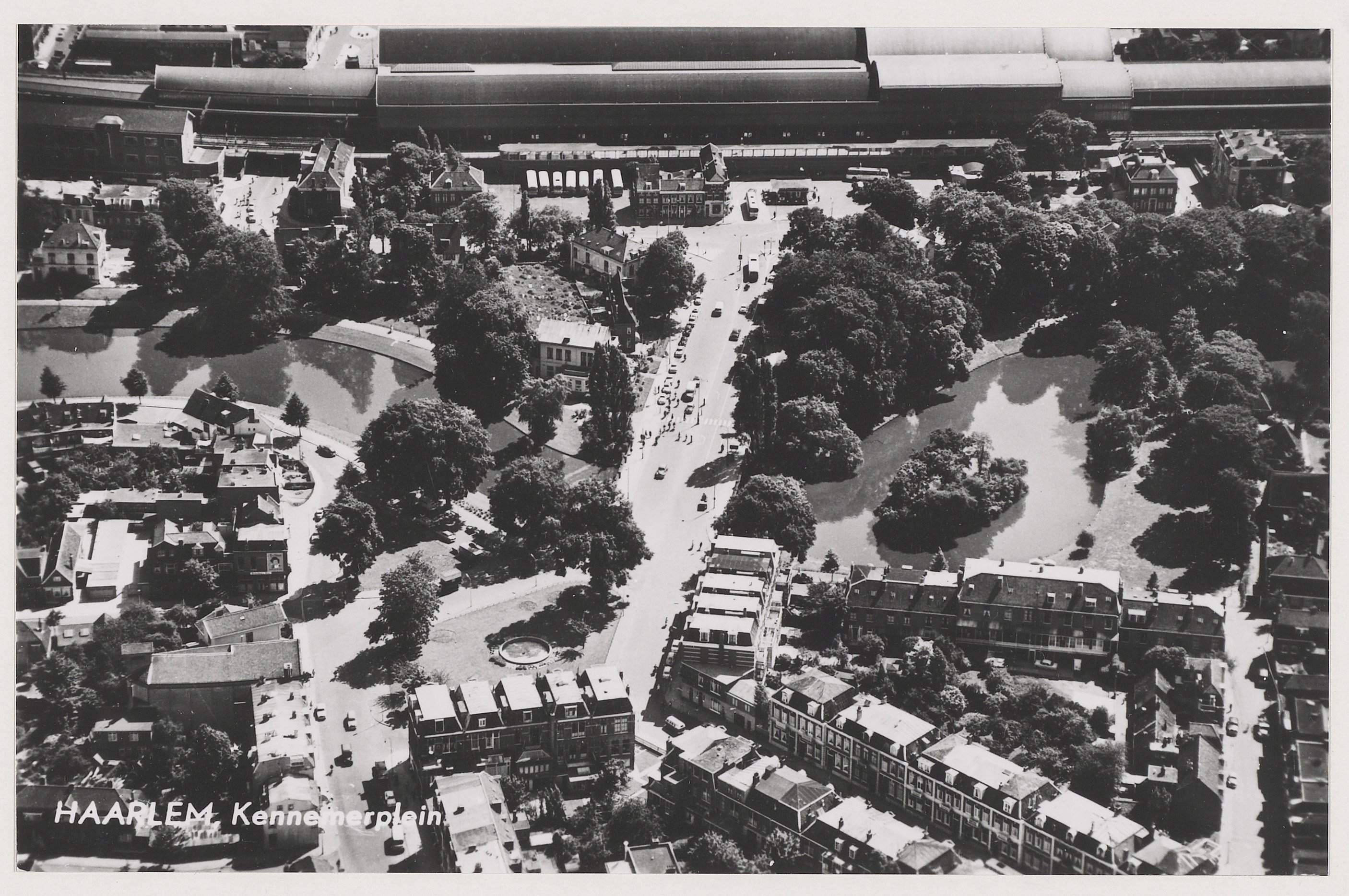
De Joodse begraafplaats achter het Kennemerplein, bovenmidden

Tijdens de Tweede Wereldoorlog werden door de nazi's op de begraafplaats vernielingen aangericht en werd op de begraafplaats een mitrailleursnest of machinegeweerstelling geplaatst, met daaromheen een loopgraaf. De loopgraaf werd aangelegd op de plek van het "priesterpad", een pad om de begraafplaats waar levieten, die niet op een begraafplaats mogen komen, de begrafenis van een afstand kunnen bijwonen. De wanden van de loopgraaf werden versterkt met de grafstenen.
Na de oorlog werd de begraafplaats gerestaureerd. Op de begraafplaats zijn plaquettes geplaatst ter herinnering aan de slachtoffers van de Holocaust in Nederland. Zo zijn er twee oorlogsgraven en zijn op sommige grafstenen de namen vermeld van Joden die in vernietigingskampen zijn omgebracht.

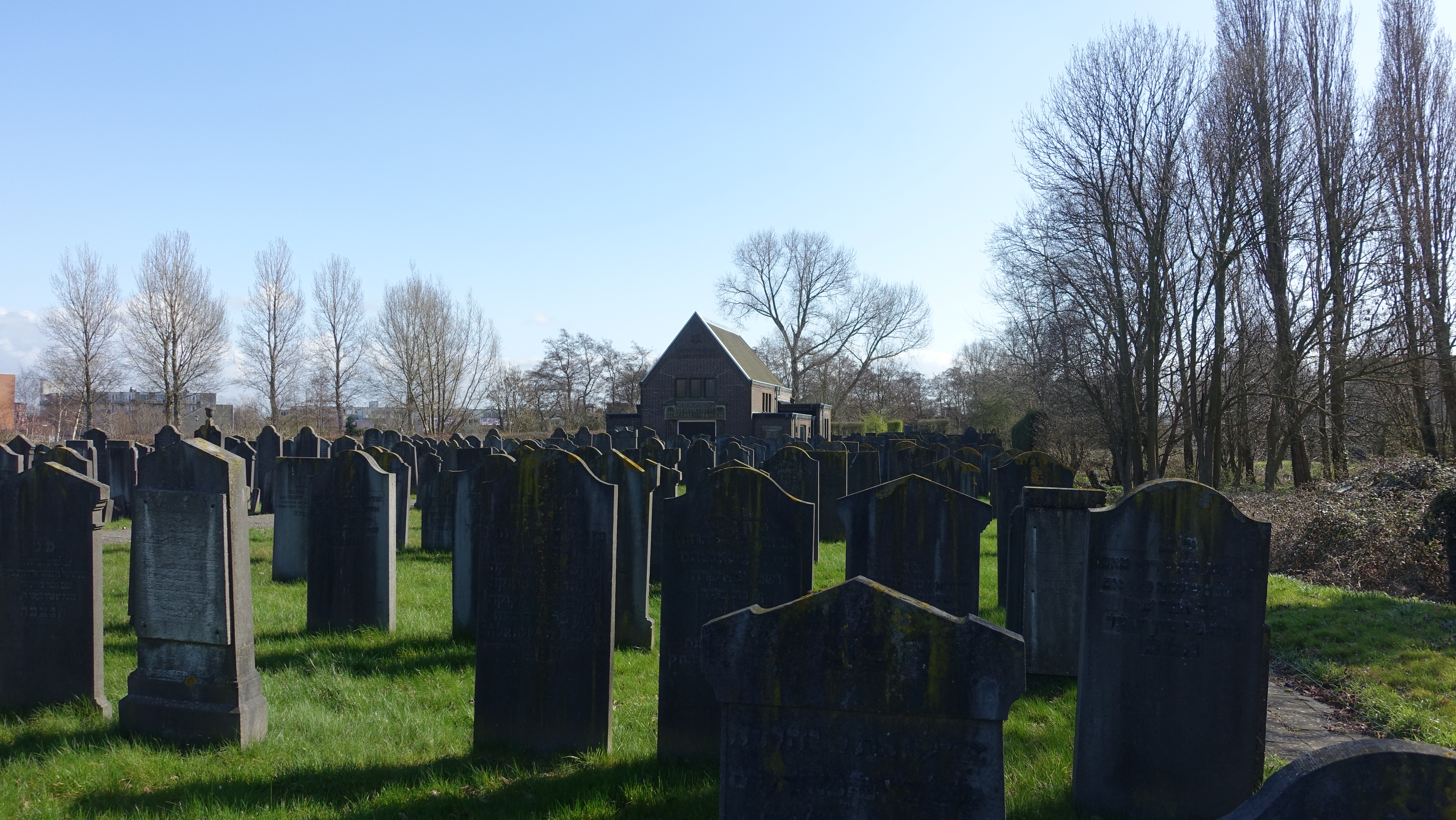
Grafstenen op de begraafplaats

Het groenonderhoud van de begraafplaats wordt sinds 2021 uitgevoerd door de gemeente Haarlem.
In maart 2021 werd bekend dat de begraafplaats €10.000 ontvangt van het Prins Bernhard Cultuurfonds ter restauratie van het in slechte staat verkerende hekwerk van de begraafplaats. Voornamelijk de bakstenen pilaren zijn in slechte staat.